# Curralinhos
Curralinhos är en kommun i Brasilien.   Den ligger i delstaten Piauí, i den östra delen av landet, 1 300 km norr om huvudstaden Brasília. Antalet invånare är 4 182.
Omgivningarna runt Curralinhos är huvudsakligen savann. Runt Curralinhos är det glesbefolkat, med 11 invånare per kvadratkilometer.